# Rathaus (Dietfurt an der Altmühl)

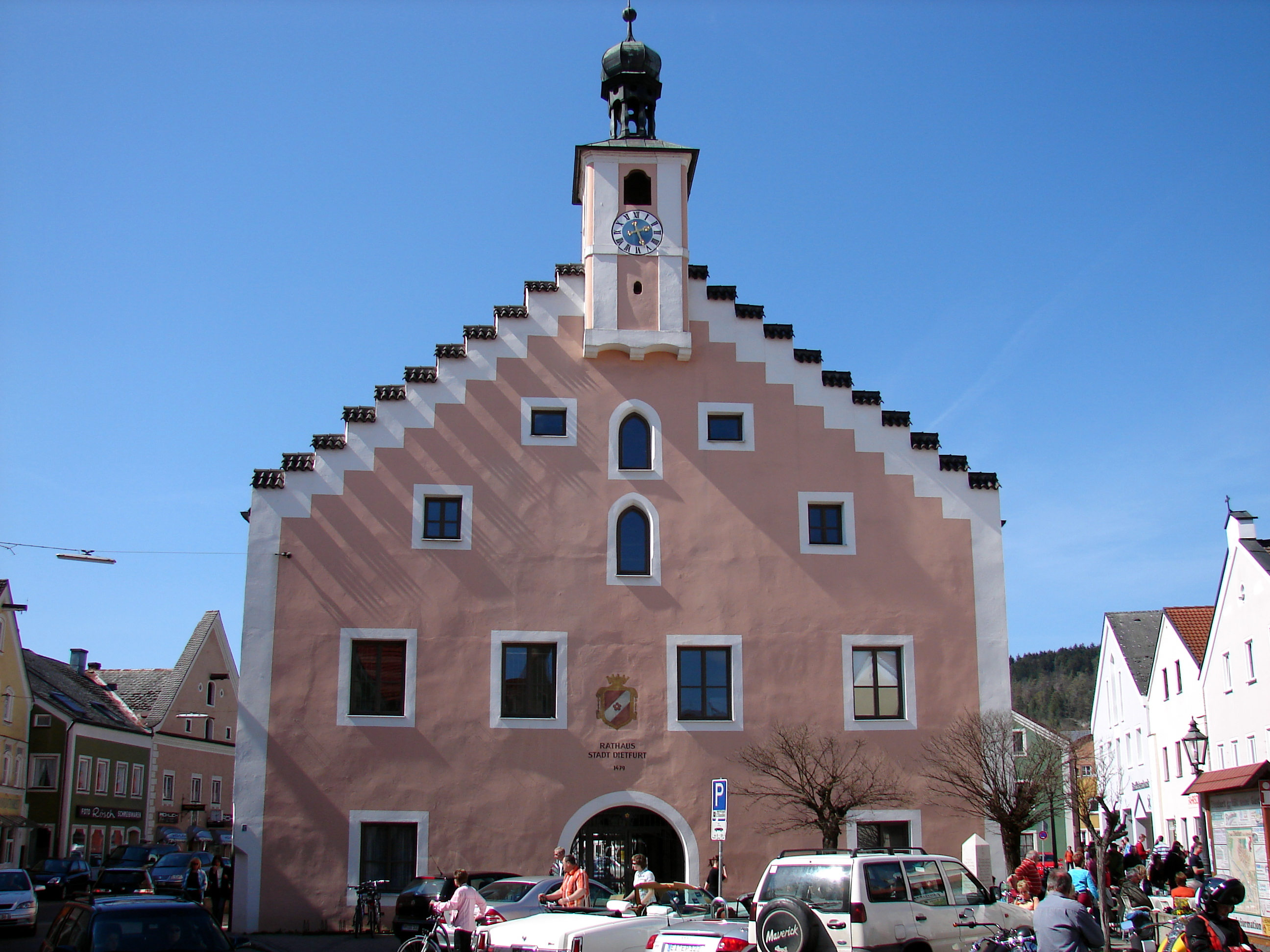
Rathaus in Dietfurt an der Altmühl

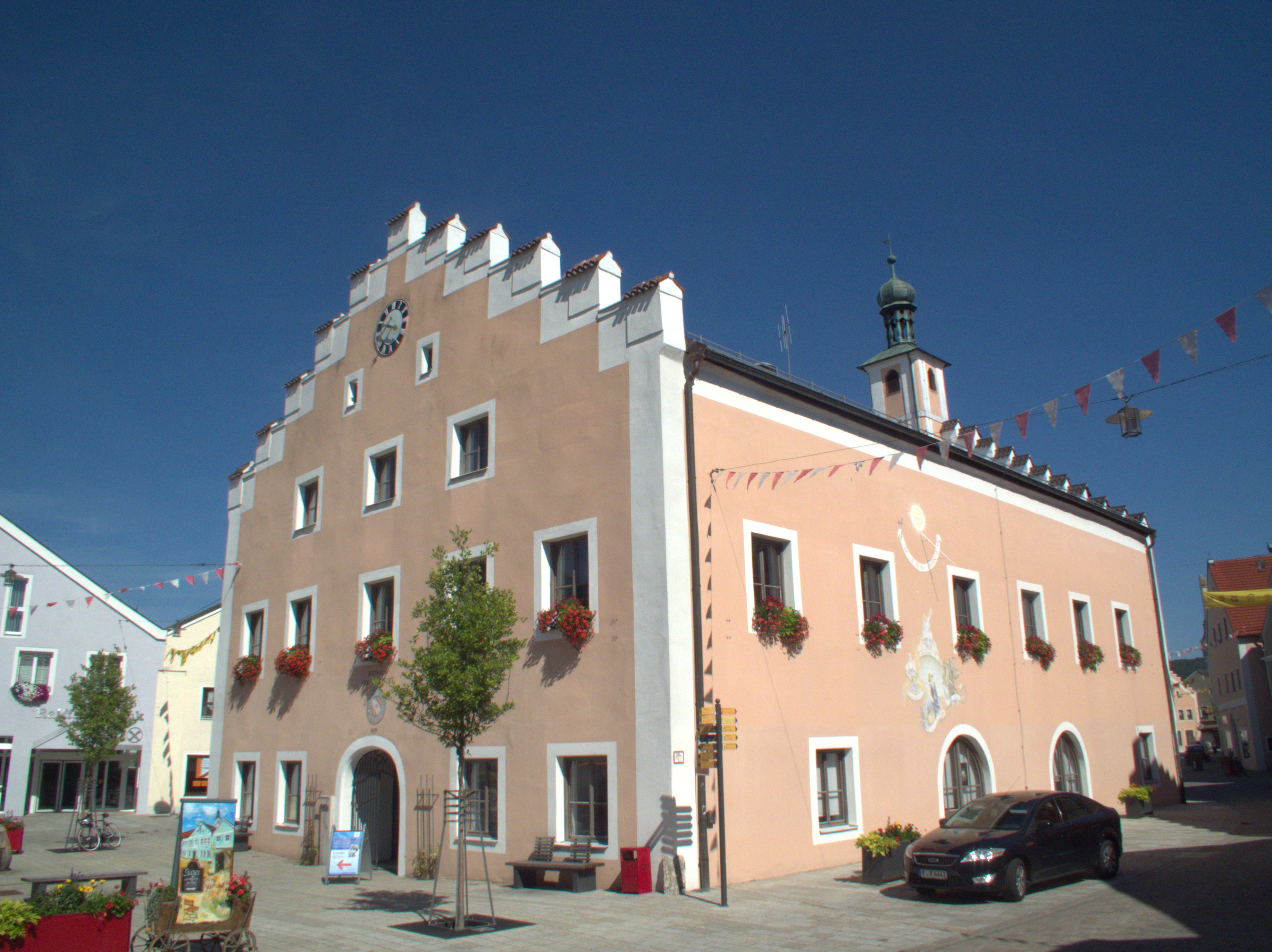
Seitenansicht

Das Rathaus in Dietfurt an der Altmühl, einer Stadt im Landkreis Neumarkt in der Oberpfalz in Bayern, wurde im 17. Jahrhundert über einem älteren Kern errichtet. Das Rathaus an der Hauptstraße 26 ist ein geschütztes Baudenkmal. 
Der freistehende zweigeschossige Flachsatteldachbau mit Treppengiebeln hat sechs zu fünf Fensterachsen. Auf dem straßenseitigen Giebel sitzt ein Dachreiter mit Glocke und Uhr, der von einer Zwiebelhaube mit Wetterfahne bekrönt wird.